# 기타모로카타군

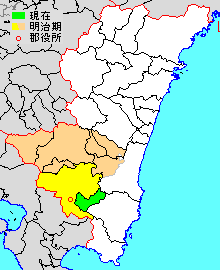
기타모로카타 군의 위치

기타모로카타군(일본어: 北諸県郡, きたもろかたぐん)은 일본 미야자키현의 군이다.
인구 25,109명, 면적 110.02km², 인구밀도 228명/km².(2025년 5월 1일, 추계인구)
이하 1정으로 구성된다.
- 미마타정(三股町)

## 역사
- 2006년 1월 1일 - 다카사키 정·다카조 정·야마다 정·야마노쿠치 정이 미야코노조 시와 합병해 미야코노조시가 성립, 군에서 이탈하였다.